# MHC Martin
Der MHC Mountfield Martin war ein slowakischer Eishockeyklub aus Martin, der 1932 gegründet wurde und zuletzt zwischen 2005 und 2017 in der slowakischen Extraliga spielte. Der Klub erhielt aufgrund von Überschuldung keine Lizenz für die Saison 2017/18 und stellte anschließend den Betrieb ein.

## Geschichte

Logo des Vereins bis 2010

Bis 1993 spielte der Klub in der zweiten bzw. dritten Liga der Tschechoslowakei, hauptsächlich aber in der zweiten Liga. Aufgrund der Teilung der Tschechoslowakei im Jahre 1993 wurde das Team in die Extraliga aufgenommen und konnte gleich im ersten Jahr der Teilnahme den dritten Rang der slowakischen Meisterschaft erreichen.
Am Ende der Saison 1998/99 stieg der Klub in die 1. Liga ab, konnte aber schon ein Jahr später wieder aufsteigen. In der Saison 2003/04 belegte das Team aus Martin wieder nur den letzten Rang der Extraliga und stieg erneut ab. Ein Jahr später stieg der MHC Martin aber wieder in die Extraliga auf und konnte sich in den Folgejahren im Mittelfeld der Spielklasse etablieren.
Im Januar 2009 gelang mit dem Gewinn des Continental Cups der größte Erfolg der Vereinsgeschichte. 2010 übernahm das Unternehmen Mountfield die Namensrechte am Club und trat als Hauptsponsor auf.
Im Mai 2017 erfolgten Hausdurchsuchungen in den Geschäftsräumen des Klubs, wobei es um finanzielle Unregelmäßigkeiten in den Jahren 2014 und 2015 ging. Anschließend scheiterte das Lizenzierungsverfahren aufgrund von Überschuldung und die Profimannschaft wurde aufgelöst.

## Heimspielstätte
Der MHC Martin trug seine Heimspiele im 4.200 Zuschauer fassenden Zimný Štadión Martin aus. In den 2000er Jahren erreichte der MHC Martin einen Schnitt von etwa 3.000 Zuschauern bei Heimspielen, ab 2010 lag der Schnitt regelmäßig unter 2000 Zuschauern.

## Bekannte ehemalige Spieler
- Miroslav Mosnár
- Ján Tabaček
- Daniel Babka
- Peter Bartoš
- Zdeno Cíger
- Oto Haščák
- Jaroslav Török
- Radovan Somík
- Róbert Švehla
- Vlastimil Lakosil
- Richard Pánik